# Fleetwood Mac (1975)
Fleetwood Mac — десятий студійний альбом британсько-американського гурту «Fleetwood Mac», представлений 11 липня 1975 року під лейблом «Reprise Records».
| Сторона 1 | Сторона 1        | Сторона 1                  | Сторона 1 | Сторона 1  |
| #         | Назва            | Автор                      | Вокал     | Тривалість |
| --------- | ---------------- | -------------------------- | --------- | ---------- |
| 1.        | «Monday Morning» | Ліндсі Бекінгем            | Бекінгем  | 2:48       |
| 2.        | «Warm Ways»      | Крістін МакВі              | К. МакВі  | 3:54       |
| 3.        | «Blue Letter»    | Майкл Куртіс Річард Куртіс | Бекінгем  | 2:41       |
| 4.        | «Rhiannon»       | Стіві Нікс                 | Нікс      | 4:11       |
| 5.        | «Over My Head»   | К. МакВі                   | К. МакВі  | 3:38       |
| 6.        | «Crystal»        | Nicks                      | Бекінгем  | 5:14       |

| Сторона 2 | Сторона 2         | Сторона 2         | Сторона 2         | Сторона 2  |
| #         | Назва             | Автор             | Вокал             | Тривалість |
| --------- | ----------------- | ----------------- | ----------------- | ---------- |
| 1.        | «Say You Love Me» | К. МакВі          | К. МакВі          | 4:11       |
| 2.        | «Landslide»       | Нікс              | Nicks             | 3:19       |
| 3.        | «World Turning»   | К. МакВі Бекінгем | К. МакВі Бекінгем | 4:25       |
| 4.        | «Sugar Daddy»     | К. МакВі          | К. МакВі          | 4:10       |
| 5.        | «I'm So Afraid»   | Бекінгем          | Бекінгем          | 4:22       |